# Aloys Winterling
Aloys Winterling (* 1. April 1956 in Leverkusen) ist ein deutscher Althistoriker.

## Leben
Aloys Winterling studierte von 1974 bis 1981 Geschichte und Germanistik an der Universität zu Köln. Das Studium schloss er 1981 mit der Ersten Philologischen Staatsprüfung ab. 1984 wurde er bei Johannes Kunisch an der Universität zu Köln mit einer Untersuchung zum frühneuzeitlichen Hof von Köln promoviert. Anschließend wandte er sich der Antike zu. Von 1986 bis 1992 war Winterling an der Universität München als Akademischer Rat und Oberassistent von Christian Meier tätig. 1992 habilitierte er sich im Fach Alte Geschichte mit einer Studie über den römischen Kaiserhof im Prinzipat und nahm 1993 den Ruf auf eine Professur für allgemeine Geschichte unter besonderer Berücksichtigung der Alten Geschichte an der Universität Bielefeld an. 2002 wechselte er auf eine Stelle als Ordentlicher Professor für Alte Geschichte und Historische Anthropologie an der Universität Freiburg, wo er Ende 2004 Prodekan der Philosophischen Fakultät wurde. Im Kollegjahr 2006/2007 war er als Forschungsstipendiat am Historischen Kolleg in München. Seit Oktober 2007 war Winterling als Nachfolger von Jürgen von Ungern-Sternberg Professor für Alte Geschichte an der Universität Basel, aber bereits zum Februar 2009 wechselte er als Nachfolger von Klaus-Peter Johne auf eine Professur für Alte Geschichte an der Humboldt-Universität zu Berlin. Winterling war von 2010 bis 2012 auch geschäftsführender Direktor des August-Boeckh-Antikezentrums der Humboldt-Universität. 2021 trat er in den Ruhestand; seine Abschiedsvorlesung hielt er im Juli 2022.
Winterlings Forschungsschwerpunkte liegen auf dem Gebiet der griechischen und römischen Gesellschaftsgeschichte sowie der Historischen Anthropologie. Vor allem ist er als Autor mehrerer Monografien und Aufsätze zum Thema Hof und Monarchie in der Antike und in der Frühen Neuzeit hervorgetreten; zu diesem Thema hat er auch mehrere Aufsatzsammlungen herausgegeben. Winterlings Ansatz dabei ist zum einen der diachrone Vergleich mit Höfen insbesondere der Frühen Neuzeit. Außerdem hat er vorgeschlagen, die Topoi antiker und moderner Hofkritik – etwa an informellen Hofstrukturen wie Intrigen und Cliquenbildungen – nicht zu reproduzieren, sondern die kommunikativen Strukturen an Höfen – auch die informellen – als solche ernstzunehmen und zu analysieren. Weitere Forschungsschwerpunkte sind der griechische Philosoph Aristoteles und der deutsche Soziologe Max Weber. In Winterlings jüngeren Arbeiten setzt er sich insbesondere mit den Thesen Niklas Luhmanns auseinander.
Des Weiteren legte Winterling eine vielbeachtete Biografie des römischen Kaisers Caligula vor, die in mehrere Sprachen übersetzt wurde. Darin bemühte er sich, das durch die negative Darstellung in der senatorischen Geschichtsschreibung geprägte Bild Caligulas als einem vom „Cäsarenwahnsinn“ befallenen Herrscher zu korrigieren: Caligula sei eher ein zynischer Machtmensch gewesen, der die Absurdität der Herrschaftsstrukturen in der frühen Prinzipatszeit durch drastische Aktionen aufgezeigt, sich der „doppelbödigen Kommunikation“ zwischen Herrscher und Beherrschten verweigert und sich daher ständig im Konflikt mit der senatorischen Oberschicht befunden habe, die ihn schließlich beseitigt und ihm, um sich zu rechtfertigen, Wahnsinn zugeschrieben habe.
Winterling ist Berater der Zeitschrift Historia, zu deren Herausgebern er mehrere Jahre gehörte, sowie Herausgeber der Schriftenreihe Campus Historische Studien des Campus Verlags. Außerdem gab er bis 2018 die Enzyklopädie der griechisch-römischen Antike (Oldenbourg Verlag, München) heraus.

## Schriften (Auswahl)
Monographien
- Der Hof der Kurfürsten von Köln 1688–1794. Eine Fallstudie zur Bedeutung „absolutistischer“ Hofhaltung (= Veröffentlichungen des Historischen Vereins für den Niederrhein, Band 15). Röhrscheid, Bonn 1986, ISBN 3-7928-0492-1 (Zugleich: Dissertation, Universität Köln 1984).
- Aula Caesaris. Studien zur Institutionalisierung des römischen Kaiserhofes in der Zeit von Augustus bis Commodus (31 v. Chr. – 192 n. Chr.). Oldenbourg, München 1999, ISBN 3-486-56195-2 (Zugleich: Habilitationsschrift, Universität München, 1992 Rezension bei H-Soz-Kult).
- Caligula. Eine Biografie. C. H. Beck, München 2003, 3. Aufl. 2004, ISBN 3-406-50206-7 (Übersetzungen ins Italienische, Niederländische, Spanische, Englische, 2005–2011), korrigierte Neuauflage 2012, ISBN 978-3-406-63233-4 (= Beck’sche Reihe, Nummer 6035).
- Politics and Society in Imperial Rome. Malden u. a. 2009, ISBN 978-1-405-17969-0.

Herausgeberschaften
- Zwischen „Haus“ und „Staat“. Antike Höfe im Vergleich (= Historische Zeitschrift, Beihefte, N. F., Band 23). Oldenbourg, München 1997, ISBN 3-486-64423-8.
- Comitatus. Beiträge zur Erforschung des spätantiken Kaiserhofes. Akademie-Verlag, Berlin 1998, ISBN 3-05-003210-3.
- mit Tassilo Schmitt und Winfried Schmitz: Gegenwärtige Antike – antike Gegenwarten. Kolloquium zum 60. Geburtstag von Rolf Rilinger. Oldenbourg, München 2005, ISBN 3-486-56754-3.
- Historische Anthropologie (= Basistexte, Band 1). Steiner, Stuttgart 2006, ISBN 3-515-08905-5.
- Zwischen Strukturgeschichte und Biographie. Probleme und Perspektiven einer neuen Römischen Kaisergeschichte (= Schriften des Historischen Kollegs. Kolloquien, Band 75). Oldenbourg, München 2011, ISBN 978-3-486-70454-9 (Digitalisat).
- mit Natascha Sojc und Ulrike Wulf-Rheidt: Palast und Stadt im Severischen Rom. Steiner, Stuttgart 2013, ISBN 978-3-515-10300-8.
- Systemtheorie und antike Gesellschaft. De Gruyter, Berlin/Boston 2024, ISBN 978-3-110-72815-6.